# Ranst
Ranst è un comune belga di 17 948 abitanti nelle Fiandre (Provincia di Anversa).

## Suddivisioni
Il comune è costituito dai seguenti distretti:
- Ranst
- Broechem
- Emblem
- Oelegem

## Amministrazione

### Gemellaggi
- Herbstein